# 五灣
五灣是马来西亚柔佛州哥打丁宜县的一座市鎮。五灣是馬來西亞建國早期著名的鋁土礦開採重鎮，現今為觀光及郊游勝地，同時以石油和天然氣製造工業而聞名。